# Christophe Bertossi
Christophe Bertossi, né le 19 mai 1971, est un sociologue et politiste français spécialisé dans l’étude de la citoyenneté, des discriminations et de l’évolution des formes d’exclusion raciste dans les sociétés européennes, notamment le nativisme.

## Biographie
Il fait ses études à l’Institut d'études politiques d’Aix-en-Provence où il rencontre Bruno Étienne qui deviendra par la suite son directeur de thèse de doctorat en science politique, soutenue en 2000 et intitulée Les frontières de la citoyenneté en Europe,.
Il obtient en 2001 une bourse postdoctorale Marie Curie de deux ans pour une recherche sur les politiques antidiscriminatoires en France et en Grande-Bretagne. La recherche a lieu au Centre for Research in Ethnic Relations (CRER), fondé par John Rex (en), l’un des fondateurs de la sociologie de la « race » et du racisme en Grande-Bretagne. Leur rencontre donne lieu à la publication de « la première traduction en français » d’une sélection de travaux de Rex.
À son retour de Grande-Bretagne, il crée un programme de recherche sur les migrations et la citoyenneté en 2005 à l’Ifri, qui deviendra en 2011 le Centre migrations et citoyennetés et qu’il dirige jusqu’à son départ de l’Ifri en 2021.
En 2013, il soutient son habilitation à diriger des recherches à Sciences Po Paris. 

## Thèmes de recherche

### Apports dans la sociologie de la citoyenneté et de l’immigration
Ses travaux proposent une sociologie de la citoyenneté et de l’immigration au croisement de la sociologie pragmatique, de la cultural sociology et de la sociologie de l’institutionnalisation.

### Une critique frontale des «modèles d’intégration»
Sa recherche défend l’apport critique de la comparaison internationale contre le nationalisme méthodologique qui limite l’étude des traditions politiques de la citoyenneté et de l’intégration des migrants. Il propose une critique frontale de la notion de « modèle national ». Avec notamment Jan Willem Duyvendak et Nancy Foner (en), il a dirigé plusieurs projets internationaux sur le sujet,,. Ces travaux montrent par exemple que le débat sur l’avenir du multiculturalisme aux Pays-Bas est très proche du débat sur l’avenir de la laïcité en France, malgré l’opposition habituelle entre ces deux « modèles ». Au-delà des « modèles » nationaux, les termes des débats sur l’islam et les musulmans dans les deux pays sont très proches.

### L’importance des institutions dans la fabrique des frontières symboliques
Christophe Bertossi a également contribué à souligner l’importance des contextes institutionnels pour conduire l’étude des distinctions morales et des frontières symboliques telle que la propose notamment Michèle Lamont. Il montre les variations pratiques auxquelles donnent lieu l’idée de citoyenneté républicaine dans différents contextes institutionnels, à partir d’enquêtes dans les armées, à l’hôpital, ou dans les syndicats.

### L’évolution nativiste du débat sur les musulmans en France
Il a contribué à utiliser le concept de nativisme pour décrire les débats sur l’« universalisme », la laïcité et les « valeurs de la république », dont il constate qu’ils sont moins utilisés pour construire une société fondée sur les principes d’égalité et de citoyenneté que comme une manière de justifier l’exclusion des personnes musulmanes ou perçues comme telles en France. Il identifie le tournant nativiste dès le milieu des années 1980 et explique que, sous couvert d’un débat sur la « crise du multiculturalisme », c’est une crise du « monoculturalisme » qui s’exprime dans la construction de l’appartenance des personnes musulmanes comme une question de plus en plus clivante.

## Prises de position
En 2005, il dénonce avec Catherine Wihtol de Wenden le racisme qui sévit dans les armées françaises et qui est rarement pris au sérieux par l’encadrement,. 
En 2011, Christophe Bertossi prend le contrepied de Nicolas Sarkozy en expliquant que le problème de la société française avec l’immigration ne relève pas d’une crise du multiculturalisme mais d’une crise de l’idée de nation comme un bloc culturel homogène. 
En février 2022, il publie une tribune avec Aurélien Taché dans laquelle ils accusent les partisans du courant du « Printemps républicain » de créer une fracture démocratique et de promouvoir une analyse purement identitaire de la citoyenneté, au risque de rompre avec les principes inaliénables qui fondent la démocratie moderne. 
Après les élections présidentielles de 2022, il s’interroge sur le risque que fait peser sur la démocratie française le pan « négatif de la mélancolie politique » incarné par Emmanuel Macron après sa réélection, dans une nouvelle configuration politique qui ouvre la voie à une « banalisation » du parti d’extrême-droite Rassemblement National.

## Ouvrages
- Les mots et les choses de l’immigration en France, Paris, Editions Trocadéro, 2021, 68 p.  (ISBN 1094965189)
- Nativisme : ceux qui sont nés quelque part et veulent en exclure les autres, Paris, Les petits matins, 2021, 128 p. (avec Aurélien Taché, Jan Willem Duyvendak)  (ISBN 2363833147)
- La citoyenneté à la française. Valeurs et réalités, Paris, CNRS éditions, 2016, 270 p.  (ISBN 2271083117)
- European States and their Muslim Citizens : The Impact of Institutions on Perceptions and Boundaries, New York, Cambridge University Press, collection « Cambridge Studies in Law and Society », 2013, 288 p (avec John R. Bowen, C. Bertossi, J.W. Duyvendak, M. Krook (en) dir.)  (ISBN 9781139839174)
- As Cruzadas da Integração na Europa, Lisbonne, Principia, 2012, 168 p.  (ISBN 9789897160431)
- Les couleurs du drapeau. L’armée française face aux discriminations, Paris, Robert Laffont, collection « Le monde comme il va », 2007, 288 p. (avec Catherine Wihtol de Wenden)  (ISBN 9782221107232)
- European Anti-Discrimination and the Politics of Citizenship : France and Britain, Basingstoke, Basingstoke, New York, Palgrave-Macmillan, 2007, 246 p., (dir.).  (ISBN 9780230627314)
- Les militaires français issus de l'immigration, (avec Catherine Wihtol de Wenden dir.), Paris, Les documents du C2SD, 2d semestre 2005.
- Les frontières de la citoyenneté en Europe : nationalité, résidence, appartenance, Paris, L'Harmattan, collection « Logiques Politiques », 2001, 300 p.  (ISBN 2747502813)

## Direction de numéros spéciaux de revues
- « Nativisme et nostalgie », Appartenance et altérité, La revue de l’URMIS, no 2, 2022 (avec Jan Willem Duyvendak, Nancy Foner).
- « Past in the Present: Uses of the Past in the Contemporary Era », Journal of Ethnic and Migration Studies (JEMS), 47 (18), 2020 (avec Jan Willem Duyvendak).
- « L’islam en Europe », Hommes et Migrations, no 1316, octobre-décembre 2016 (avec Catherine Wihtol de Wenden).
- « The Problems of National Models of Integration : a Franco-Dutch Comparison », Comparative European Politics, 10 (5), juillet 2012 (avec Jan Willem Duyvendak et Martin Schain).
- « National Models of Integration and the Crisis of Multiculturalism : A Critical Comparative Perspective », Patterns of Prejudice, 46 (5), décembre 2012 (avec Jan Willem Duyvendak).
- « Immigration, Incorporation, and Diversity in Western Europe and the United States : Comparative Perspectives », American Behavioral Scientist, 55 (12), décembre 2011, (avec Nancy Foner).
- « Modèles d’intégration et intégration des modèles : une étude comparative entre la France et les Pays-Bas », Migrations Société, 122 (21), mars-avril 2009 (avec Jan Willem Duyvendak).